# TeleSync
Telesync (TS) est un des multiples termes utilisés pour décrire la source qui a servi à enregistrer un film, le plus souvent dans un objectif de contrefaçon.
Dans la plupart des cas, les telesyncs sont réalisés en filmant l'écran dans une salle de cinéma au moyen d'un caméscope, monté sur un trépied. Sur les copies produites de cette façon, l'image est de mauvaise qualité, mais la prise de son est meilleure dans la mesure où la source audio est externe à la caméra (à la différence des enregistrements dits « Cam ») : il s'agit la plupart du temps d'un enregistrement depuis une prise pour casque audio placée dans les sièges pour malentendants.
Cependant, grâce aux progrès des developpements des caméscopes, la qualité du telesync tend à s'améliorer, tout en restant inférieure aux rips des Blu-ray ou des DVD commercialisés.
Les fichiers produits en telesync peuvent être distribués sous forme de Video CD, SVCD, DVD ou de fichiers au format DivX ou XviD. Sur les réseaux de partage de fichiers, ils sont souvent identifiés par les termes « TS » ou « Screener » qui apparaissent dans leur nom.